# Colza
Sous-espèce
Synonymes
- Brassica campestris subsp. napus (L.) Hook. f. & T. Anderson
- Brassica napus var. oleifera Delile
- Brassica napus var. sahariensis A. Chev.

Forme
Synonymes
- Brassica campestris [unranked] annua Schübl. & G. Martens
- Brassica napus var. annua W. D. J. Koch

Forme
Synonymes
- Brassica campestris [unranked] biennis Schübl. & G. Martens
- Brassica napus f. biennis (Schübl. & G. Martens) Thell.
- Brassica napus var. biennis (Schübl. & G. Martens) Rchb.

Classification APG II (2003)
Le colza (Brassica napus L. ou Brassica napus subsp. napus, autonyme pour désigner le colza, ou Brassica napus Oil Rape Group) est une plante annuelle à fleurs jaunes de la famille des Brassicacées, famille anciennement nommée Crucifères. Elle est largement cultivée pour la production d'huile alimentaire et d'agrocarburant. C'est, avec le tournesol et l'olivier, l'une des trois principales sources d'huile végétale alimentaire en Europe.

Inflorescence

Au Canada, le colza de printemps dont la teneur en acide érucique a été abaissée par sélection génétique a été renommé canola (Canada oil low acid). Depuis cette période, les variétés européennes ont également vu leur teneur en acide érucique baisser, le colza et le canola sont donc presque identiques.
Étymologie : colza vient du néerlandais koolzaad (littéralement « graine de chou »).

## Description

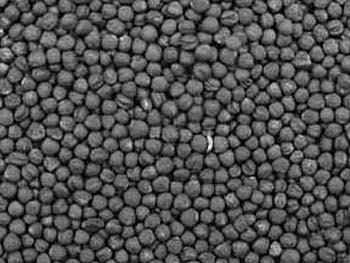
Graines de colza (taille réelle : environ 2 mm)

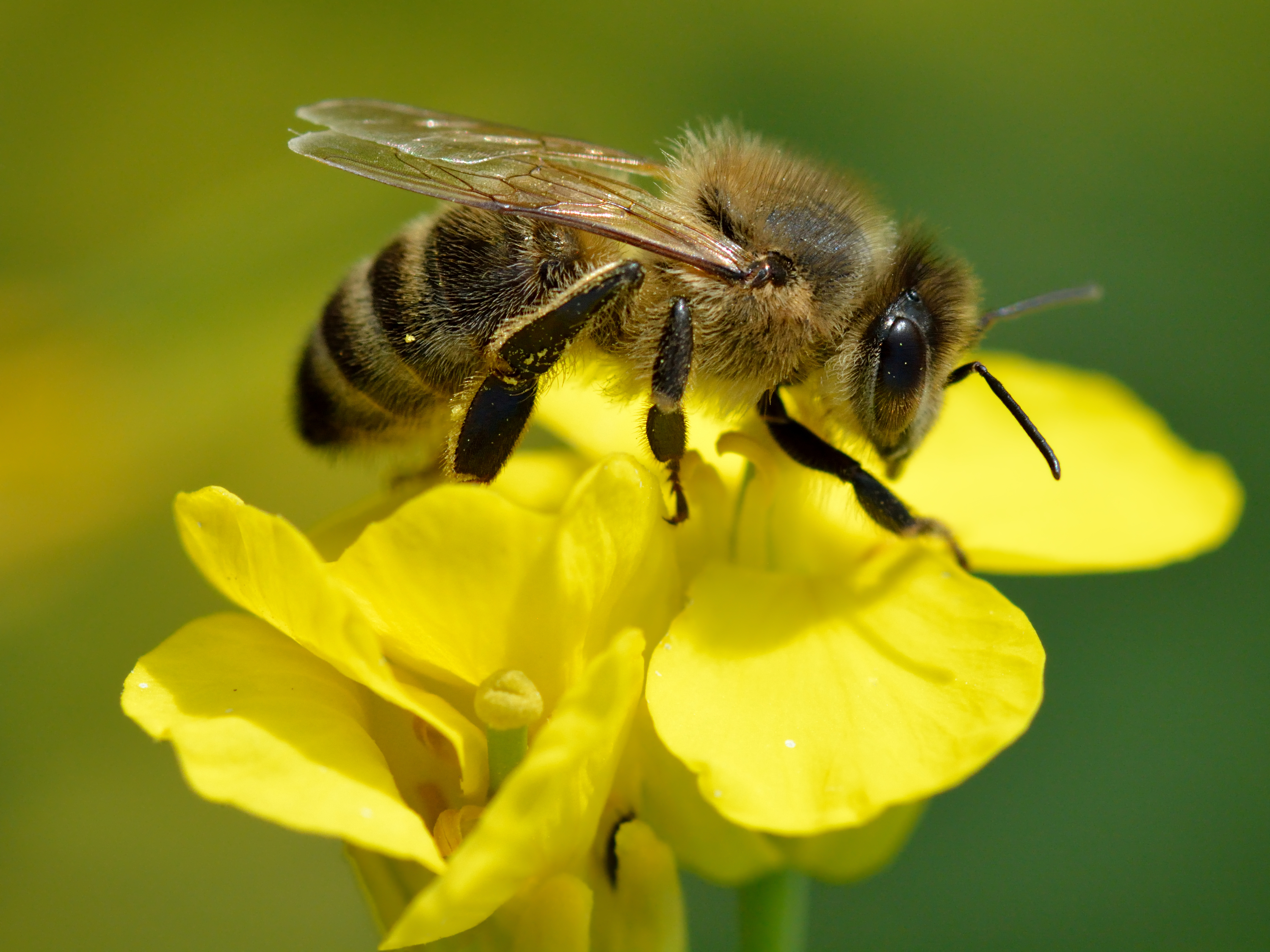
Abeille européenne sur une fleur de colza, à Valingu (en Estonie).

De nos jours, en France, le colza est une culture dont le rendement fluctue autour de 35 quintaux par hectare (soit 3,5 tonnes) selon les conditions climatiques de l'année. Il couvre, en 2021, près d'un million d'hectares (pour une surface totale de terres arables de 17,9 millions d'hectares) répartis quasiment dans toute la France à l'exception du Sud-Est. Après une progression continue au début des années 2000, la surface s'est stabilisée autour de 1,5 million d'hectares pendant une bonne dizaine d'années, avant de régresser à partir de 2019 pour revenir autour du million d'hectares.
La teneur en huile des graines est d'environ 40 %, mais elle peut monter, selon les variétés, jusqu'à 45 %.

## Histoire
La culture du colza, plante issue d’un croisement entre un chou et une navette, semble exister depuis 2 000 à 1 500 ans av. J.-C.
L’origine de cet hybride n’est pas encore élucidée. Le croisement a pu se produire en pleine nature dans le pourtour du bassin méditerranéen (l'hybride qui a donné le colza y a été occasionnellement observé dans la nature), soit dans des potagers où étaient cultivés, côte à côte, des choux pour la consommation humaine et de la navette pour produire de l’huile d’éclairage. 
L’hybride aurait été sélectionné ensuite sous deux formes : le colza pour son huile, et le rutabaga pour ses racines.
En France, la production d'huile de colza a pris une grande importance dans les années 1750-1850 dans les départements du nord de la France et notamment en Flandre. Les Statistiques du département du Nord du préfet Dieudonné montrent que la culture du colza s'étend alors dans le Nord : « Le colza est celle de ces plantes qui est cultivée le plus généralement et avec le plus d’abondance dans les arrondissements de Lille, Hazebrouck et Douai. Il commence à s’introduire dans les arrondissements de Bergues au nord, Cambrai et Avesnes au sud » alors que dans le même temps « La navette (déjà cultivée autour de Lille au XVIe siècle) se propage dans les arrondissements d’Avesnes et de Cambrai ». « L’œillette, introduite dans le département du Nord quelques années avant la Révolution, est beaucoup cultivée depuis cette époque, surtout dans les arrondissements de Lille, Douai et Cambrai. On commence à en connaître la culture dans l’arrondissement d’Avesnes ». « La cameline (dite camomille dans le pays), introduite depuis environ 30 ans, reconnue très utile depuis 10 à 12 ans, surtout pour remplacer les colzas et grains d’hiver manqués. Cette culture s’est considérablement accrue depuis la Révolution dans les arrondissements de Lille, Douai et gagne ceux du sud du département » ajoute le préfet grâce auquel on sait aussi qu'un moulin à vent tordoir pouvait presser 300 à 600 hectolitres d’huile par an (400 hectolitres en moyenne dans l’arrondissement de Lille). Les 5/6 de l'huile produite dans le nord étaient exportés vers la région parisienne ou vers l'étranger (50 %).
Selon l’ingénieur Joseph Cordier, en 1823, « la Flandre est la contrée du monde où la culture des plantes oléagineuses et la fabrication de l’huile ont pris, depuis longtemps, le plus d’extension, et ont fait le plus de progrès. On compte autour de Lille, près de deux cents moulins à huile, appelés tordoirs, que le vent fait mouvoir et depuis 1814 on établit chaque année, des machines à vapeur destinées au même usage. »

## Culture
Le colza est une culture largement répandue dans le monde, principalement dans les zones tempérées fraîches, principalement pour l'alimentation animale, pour la production d'huile alimentaire, et plus récemment pour la production de biocarburant. 
En France, le colza d'hiver se sème en fin d'été (du 15 août au 15 septembre), le peuplement recherché pour la culture sera d'environ 30 pieds/m2 pour les lignées et 20 pieds/m2 pour les hybrides. L'écartement entre les rangs varie entre 12 et 80 cm suivant le choix du semoir, classique ou monograine, et les choix de l'agriculteur en matière de désherbage mécanique, notamment du binage. Plusieurs parasites sont à surveiller à la levée comme les limaces (le colza est très appétant pour elles) puis les altises lorsque le stade cotylédons est passé. Le colza se développe ensuite en rosette à l'automne, beaucoup plus que les céréales, parfois jusqu'à 30 cm de haut suivant la date de semis et la disponibilité en azote du sol.
Le colza est très gourmand en azote (7 kg/q contre 3 pour le blé et 2,2 pour le tournesol). La fertilisation totale du colza doit apporter entre 140 et 200 unités d'azote par hectare avec des engrais chimiques ou organiques. On ne cultive pas de colza de printemps en France.
Les principales maladies du colza sont la sclérotiniose et le Leptosphaeria maculans (blackleg ou « nécrose du collet »). L'orobanche rameuse peut poser de sérieux problèmes de rendement. 
Au Canada, on cultive essentiellement du canola de printemps, dans l'ouest canadien, et aussi un peu de canola d'automne en Ontario. Dans l'ouest canadien, les techniques culturales font appel aux TCS ou au semis direct. Le désherbage est facilité grâce à l'utilisation de semences OGM résistantes à deux herbicides totaux. Toutefois, en mars 2015, l'OMS, à travers le CIRC, classe un des herbicides utilisés pour le canola OGM (le glyphosate), comme cancérogène « probable »,. La récolte peut s'effectuer directement à la moissonneuse-batteuse comme souvent en France, ou bien passer par une opération de fauchage-andainage préalable comme au Canada, les produits étant repris par une moissonneuse une dizaine de jours plus tard. On recherche un compromis entre la maturité de l'ensemble des graines, une faible humidité des graines (9 %), la rapidité de récolte, et une moindre perte à l'avant de la moissonneuse (les siliques sèches ayant tendance à éclater au contact).

Floraison d'un champ de colza au fil des jours
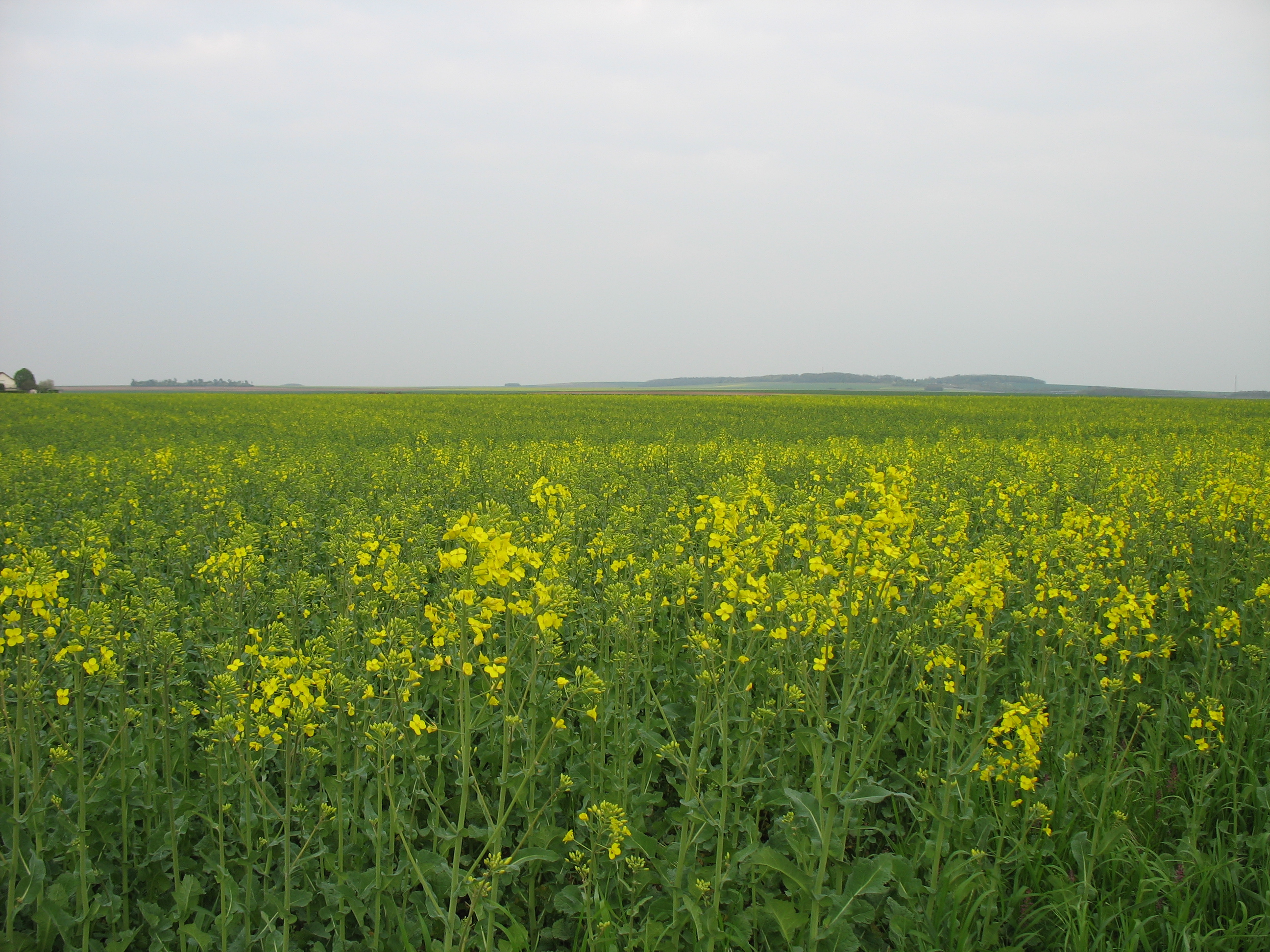
27 avril
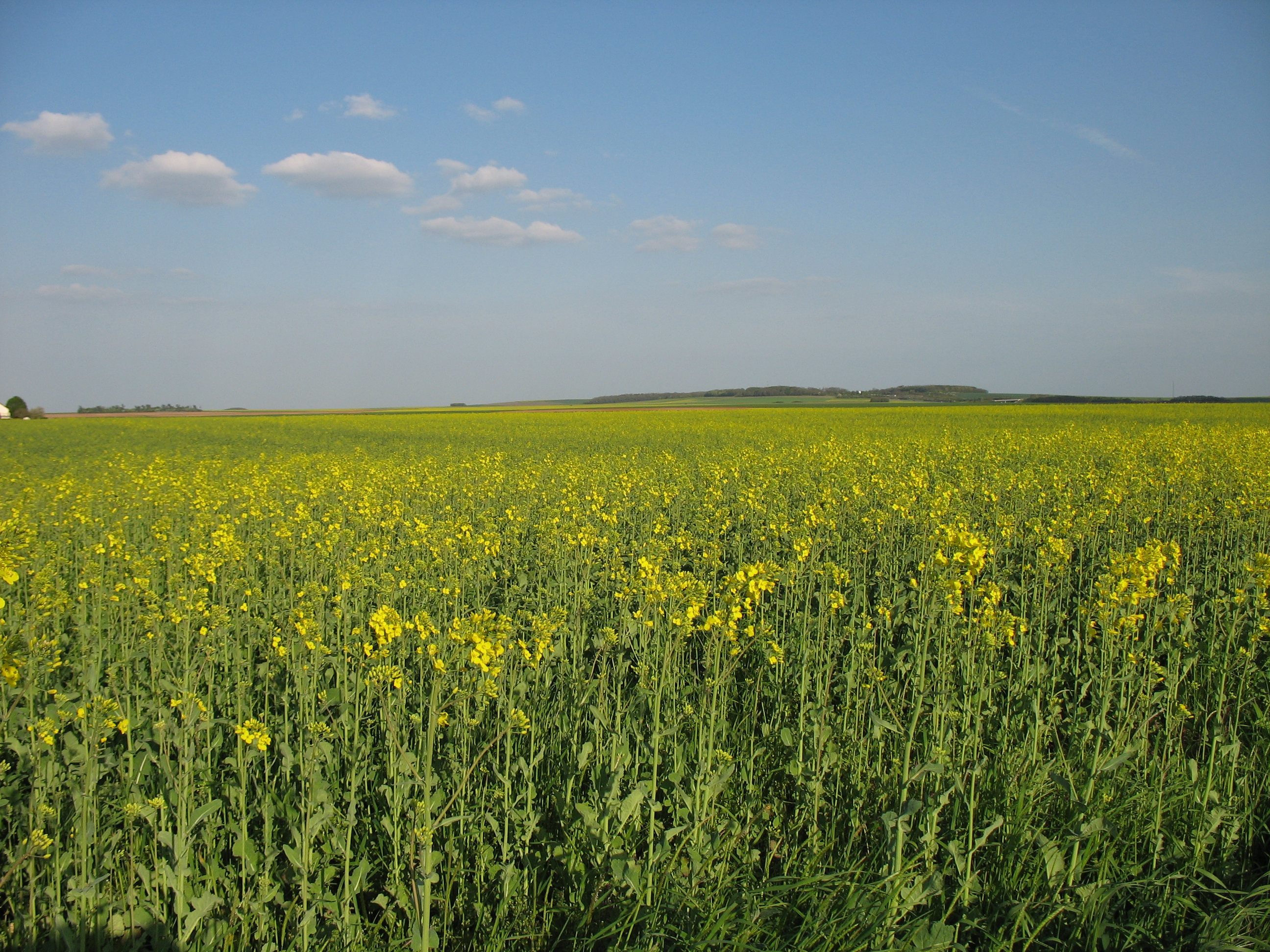
28 avril
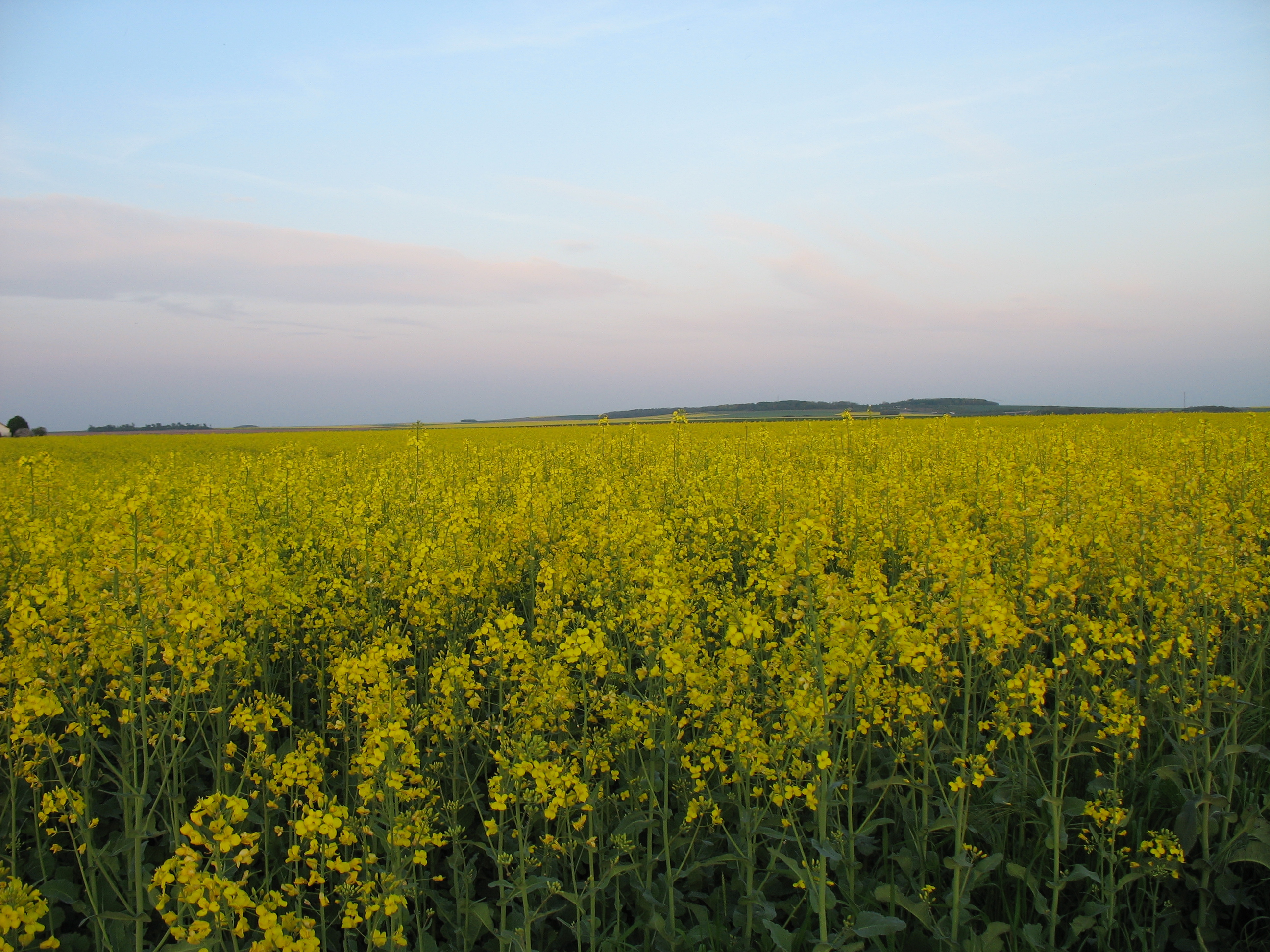
4 mai
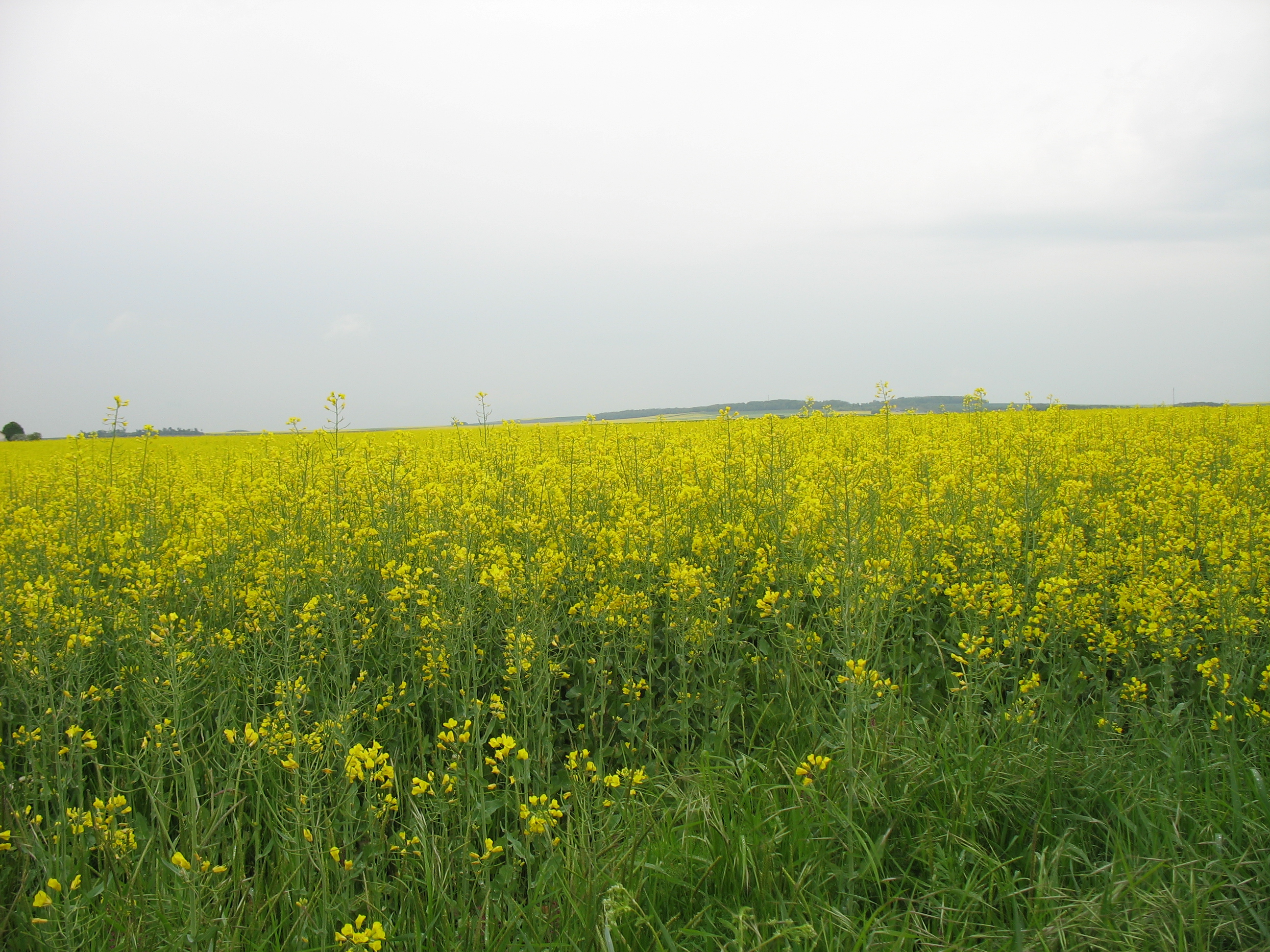
9 mai
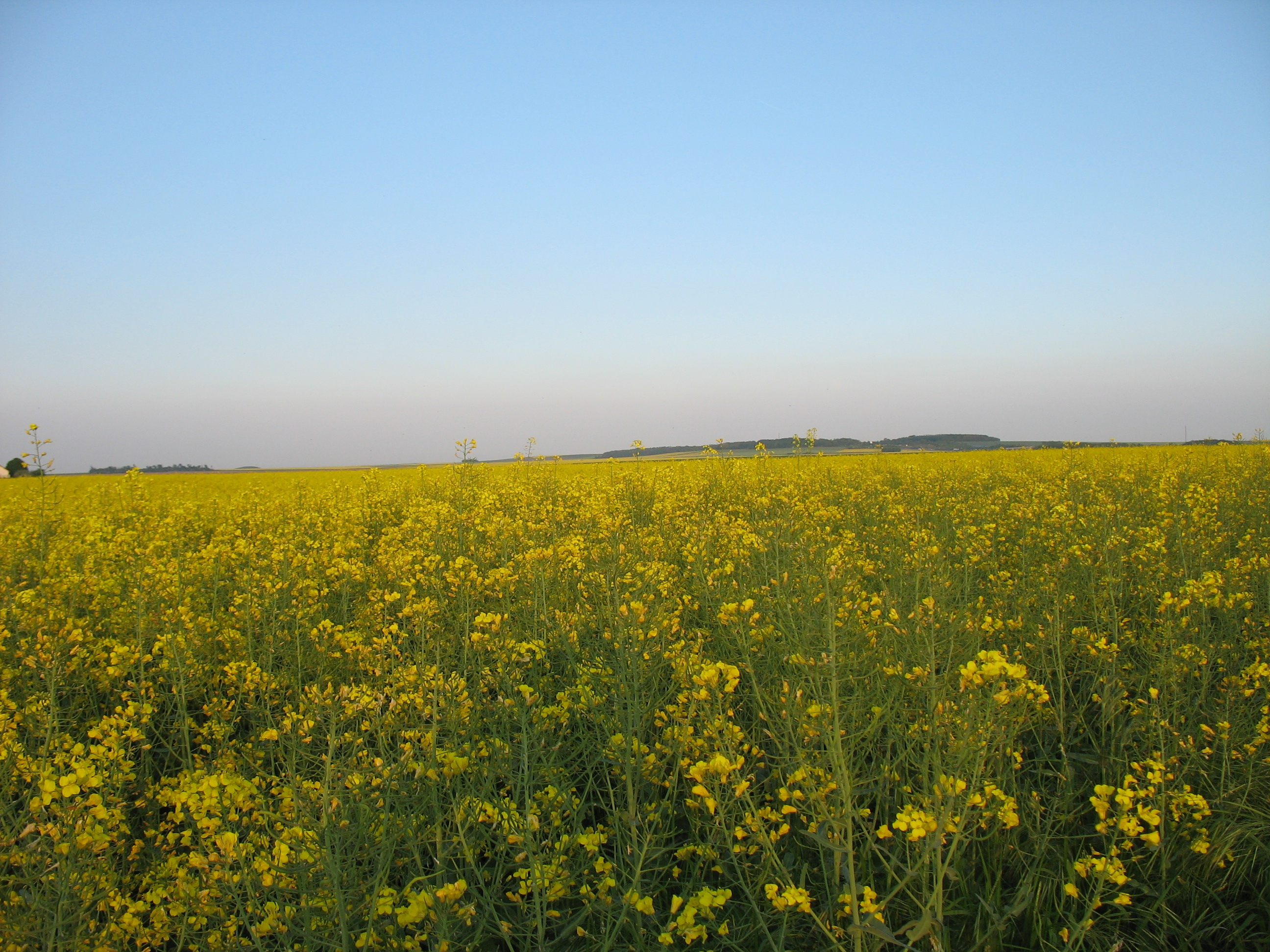
11 mai
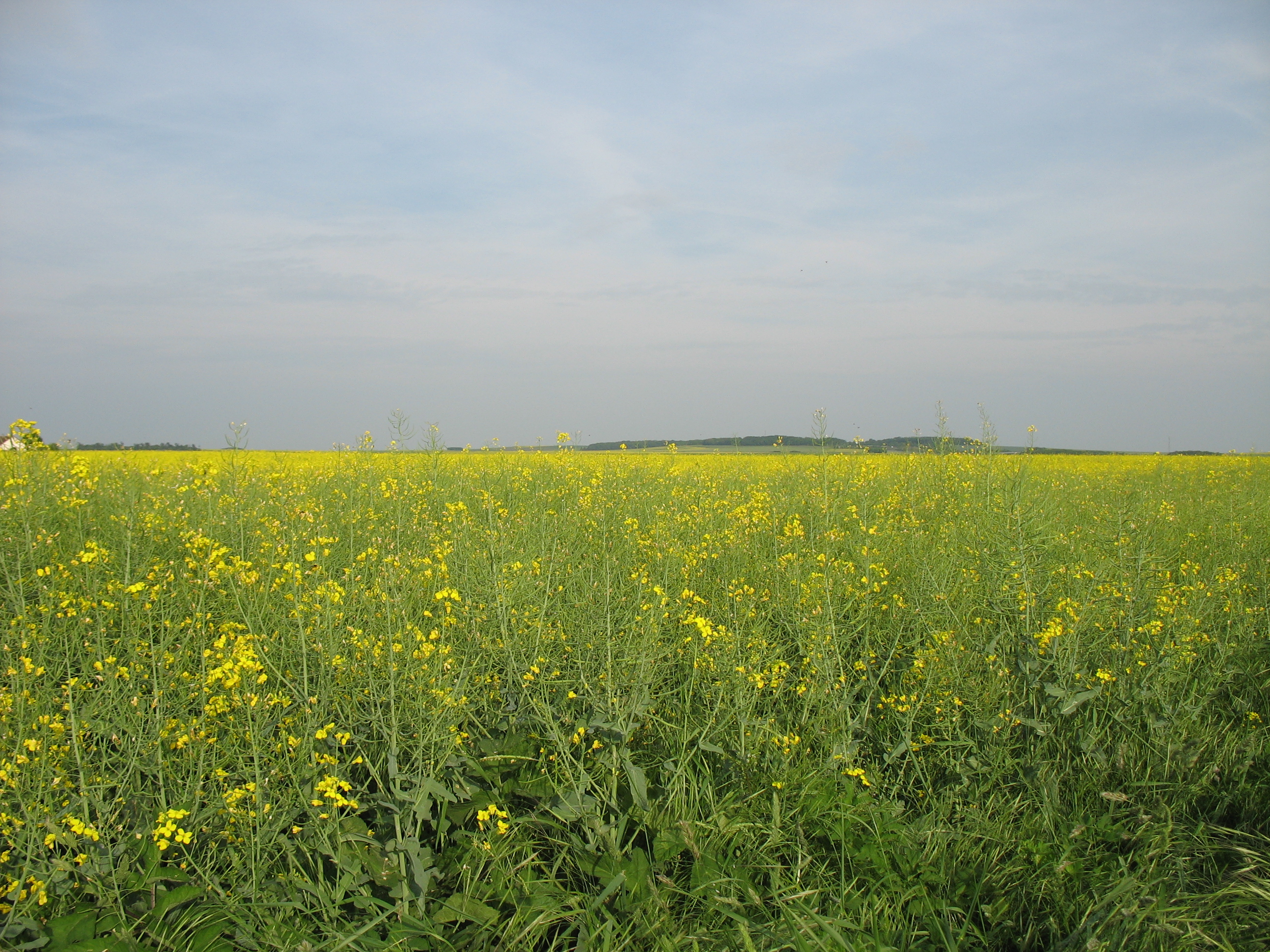
15 mai
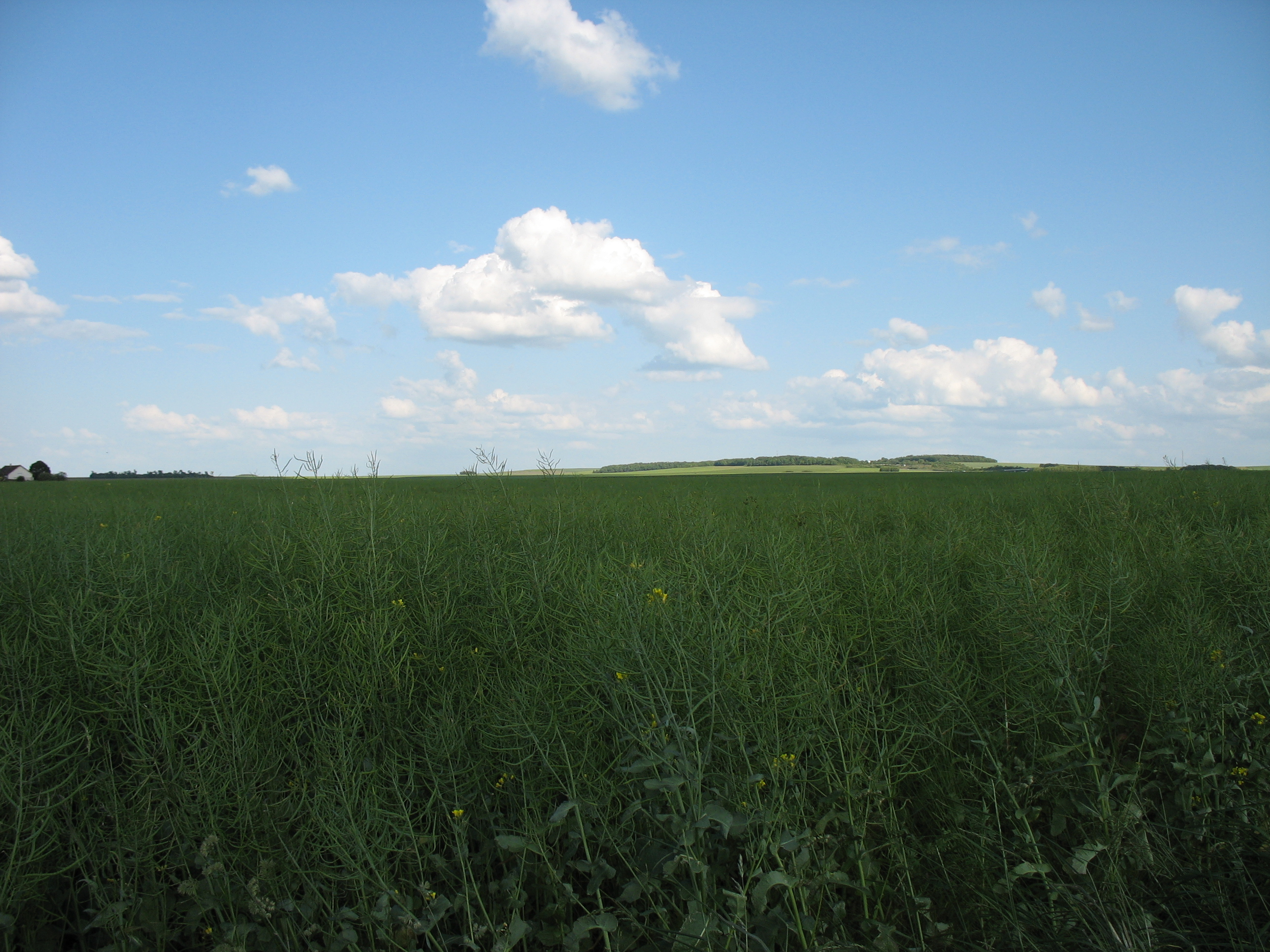
23 mai
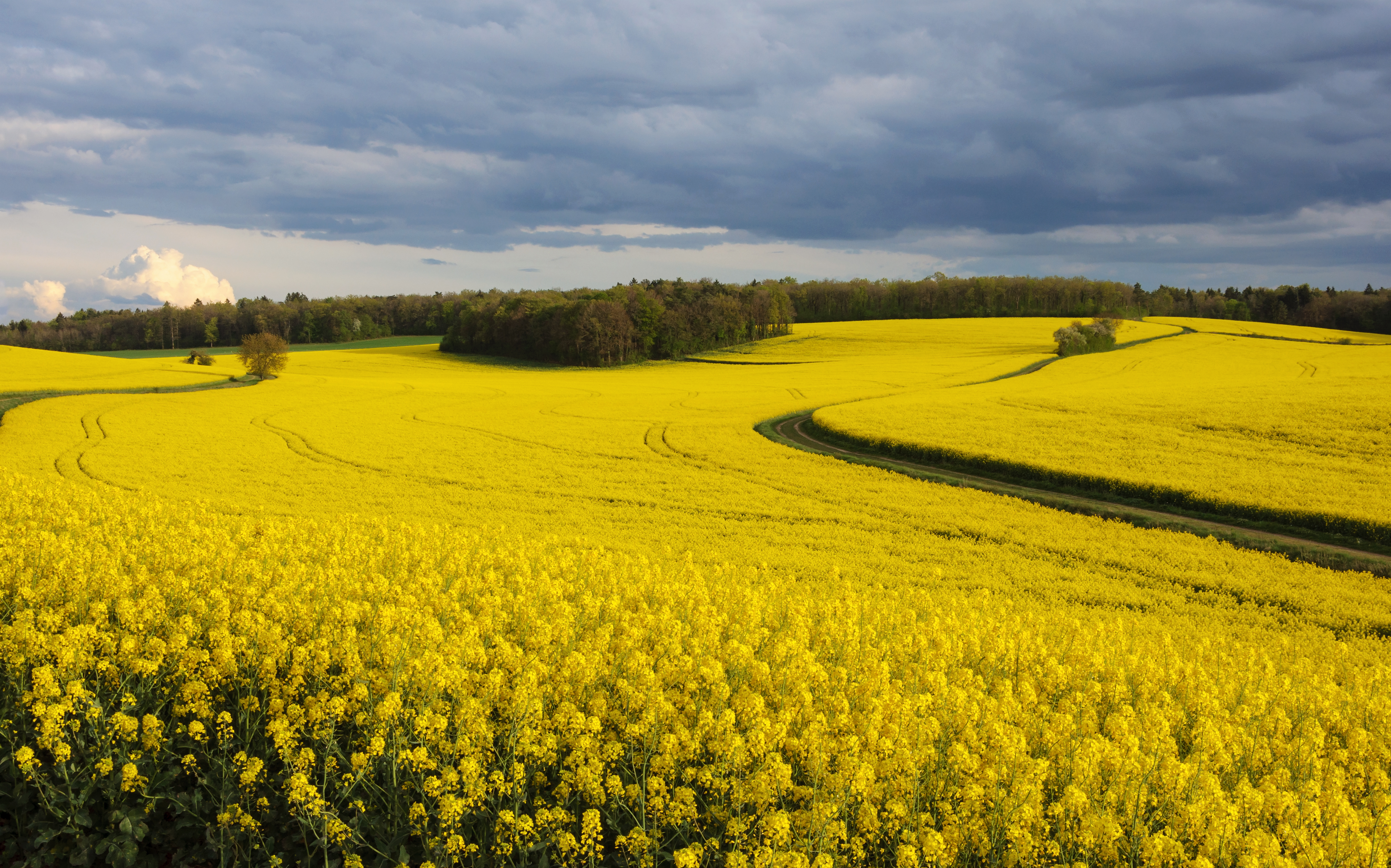
Champ de colza d'avril 2014, en Côte-d'Or (France).
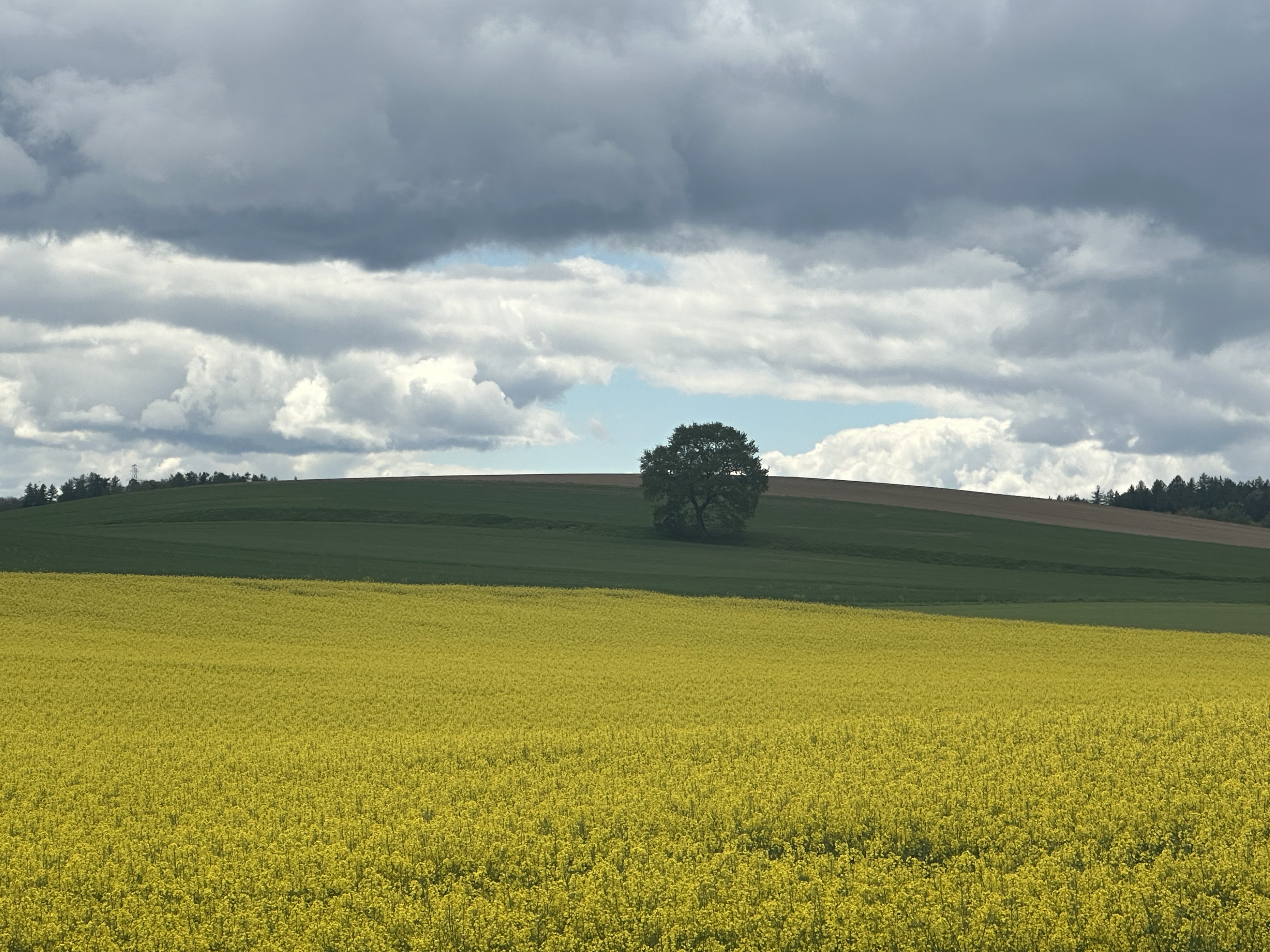
A Bière (Vaud), Avril 2024

### Variétés
En 2023, 1235 variétés de colza oléagineux sont inscrites au catalogue officiel français des espèces et variétés et plus de 1 640 variétés sont inscrites au catalogue européen.
Quelques variétés notables et récentes : 
- colza oléagineux de printemps : Brutus, Pactol, Mistral...
- colza oléagineux d'hiver : Oléor, Primor, Jet-neuf, Bienvenu, Pronto, Caddy, Darmor, Synergy, Capitol, Pollen, Lutin, Splendor... Acapulco, Arcadia, ConradCLDK Exclamation, Alezzan, SY Alister, Memori CS, Halyn, Dalton, ES Gaelis, Cristiano KWS, PT246, Angus, Topaze, Bohème...
- colza oléagineux d'hiver en associations variétales : Cherokee, Batzz, Medley, Invest CS, ES Caucase
- colza fourrager de printemps : Libo, Furax nova...
- colza fourrager d'hiver : Parapluie, Kentan nova, Listol...

## Production

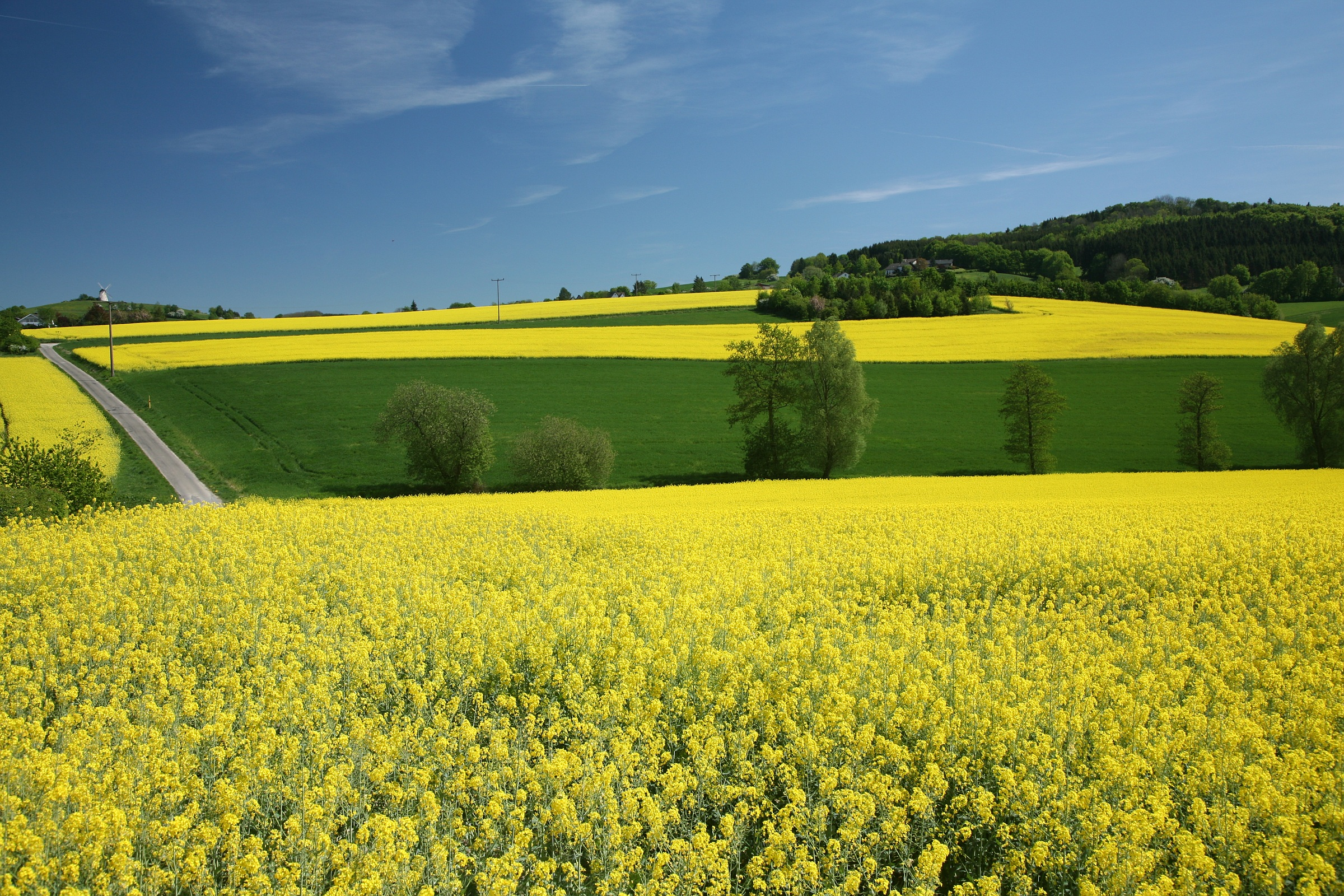
Champ de colza à Kalletal (en Allemagne)

Les principaux producteurs sont l'Union européenne, le Canada, l'Australie, la Chine et l'Inde. En Inde, cette culture représente 13 % des surfaces cultivées. Selon le ministère de l'agriculture des États-Unis, c'était en 2000 la troisième culture oléagineuse du monde après le palmier à huile et le soja, et la deuxième pour la production de protéines, bien qu'elle ne représentait qu'un cinquième de celle du soja. En Europe, à la suite de l'augmentation récente de la production d'agro-carburants à partir de colza, on peut considérer que le colza est cultivé à la fois pour l'alimentation animale (grâce à la teneur élevée en protéines du tourteau), pour les agro-carburants et pour l'alimentation humaine. C'est aussi un moyen pour les Européens d'éviter l'importation de produits OGM (soja) et d'assurer une autonomie partielle en protéines.
La production mondiale de colza qui s'élevait à 36 millions de tonnes en 2003 (source FAO) a augmenté ces dernières années pour atteindre 71 millions de tonnes en 2014.
| No    | Pays               | Surface (milliers d’ha) | Rendement (kg/ha) | Production (millions de tonnes) | Part mondiale |
| ----- | ------------------ | ----------------------- | ----------------- | ------------------------------- | ------------- |
| 1     | Canada             | 8 076                   | 1 926             | 15,555                          | 21,9 %        |
| 2     | Chine              | 6 526                   | 1 771             | 11,558                          | 16,3 %        |
| 3     | Inde               | 7 200                   | 1 094             | 7,877                           | 11,1 %        |
| 4     | Allemagne          | 1 394                   | 4 481             | 6,247                           | 8,8 %         |
| 5     | France             | 1 503                   | 3 675             | 5,523                           | 7,8 %         |
| 6     | Australie          | 2 722                   | 1 408             | 3,832                           | 5,4 %         |
| 7     | Pologne            | 951                     | 3 444             | 3,276                           | 4,6 %         |
| 8     | Royaume-Uni        | 675                     | 3 644             | 2,460                           | 3,5 %         |
| 9     | Ukraine            | 865                     | 2 540             | 2,198                           | 3,1 %         |
| 10    | République tchèque | 389                     | 3 949             | 1,537                           | 2,2 %         |
| 11    | Russie             | 1 062                   | 1 379             | 1,464                           | 2,1 %         |
| 12    | États-Unis         | 631                     | 1 808             | 1,140                           | 1,6 %         |
| 13    | Roumanie           | 405                     | 2 617             | 1,059                           | 1,5 %         |
| 14    | Biélorussie        | 400                     | 1 822             | 0,730                           | 1 %           |
| 15    | Danemark           | 166                     | 4 268             | 0,709                           | 1 %           |
| 16    | Hongrie            | 278                     | 2 514             | 0,700                           | 1 %           |
| 17    | Bulgarie           | 190                     | 2 776             | 0,528                           | 0,7 %         |
| 18    | Lituanie           | 215                     | 2 332             | 0,502                           | 0,7 %         |
| 19    | Slovaquie          | 125                     | 3 575             | 0,449                           | 0,6 %         |
| 20    | Iran               | 160                     | 2 125             | 0,340                           | 0,5 %         |
| 25    | Autriche           |                         |                   | 0,198                           |               |
| 34    | Suisse             |                         |                   | 0,094                           |               |
| Monde | Monde              | 35 781                  | 1 983             | 70,954                          | 100 %         |

| No          | Pays        | Production (Mt) | Part mondiale |
| ----------- | ----------- | --------------- | ------------- |
| 1           | Chine       | 4,52            | 23,9 %        |
| 2           | Allemagne   | 2,77            | 14,7 %        |
| 3           | Inde        | 1,81            | 9,6 %         |
| 4           | Canada      | 1,78            | 9,4 %         |
| 5           | France      | 1,49            | 7,9 %         |
| 6           | Japon       | 0,95            | 5,0 %         |
| 7           | Royaume-Uni | 0,75            | 4,0 %         |
| 8           | Pologne     | 0,73            | 3,9 %         |
| 9           | Mexique     | 0,54            | 2,9 %         |
| 10          | États-Unis  | 0,42            | 2,2 %         |
| Total monde | Total monde | 18,9            | 100 %         |

Pour la France, en 2014, les surfaces en colza de 1,503 million d'hectares ont conduit à une production de 5,5 millions de tonnes, soit un peu moins que le plus haut historique atteint en 2009 (5,6 Mt).
L'augmentation des surfaces en colza en France et dans l'Union Européenne (environ 40 % sur les 10 dernières années) est essentiellement destinée à la production de biocarburants, les coproduits étant livrés à l'alimentation animale. Au Canada l'augmentation de production de canola (colza) est plutôt destinée aux exportations (pour consommation humaine surtout).

## Utilisation

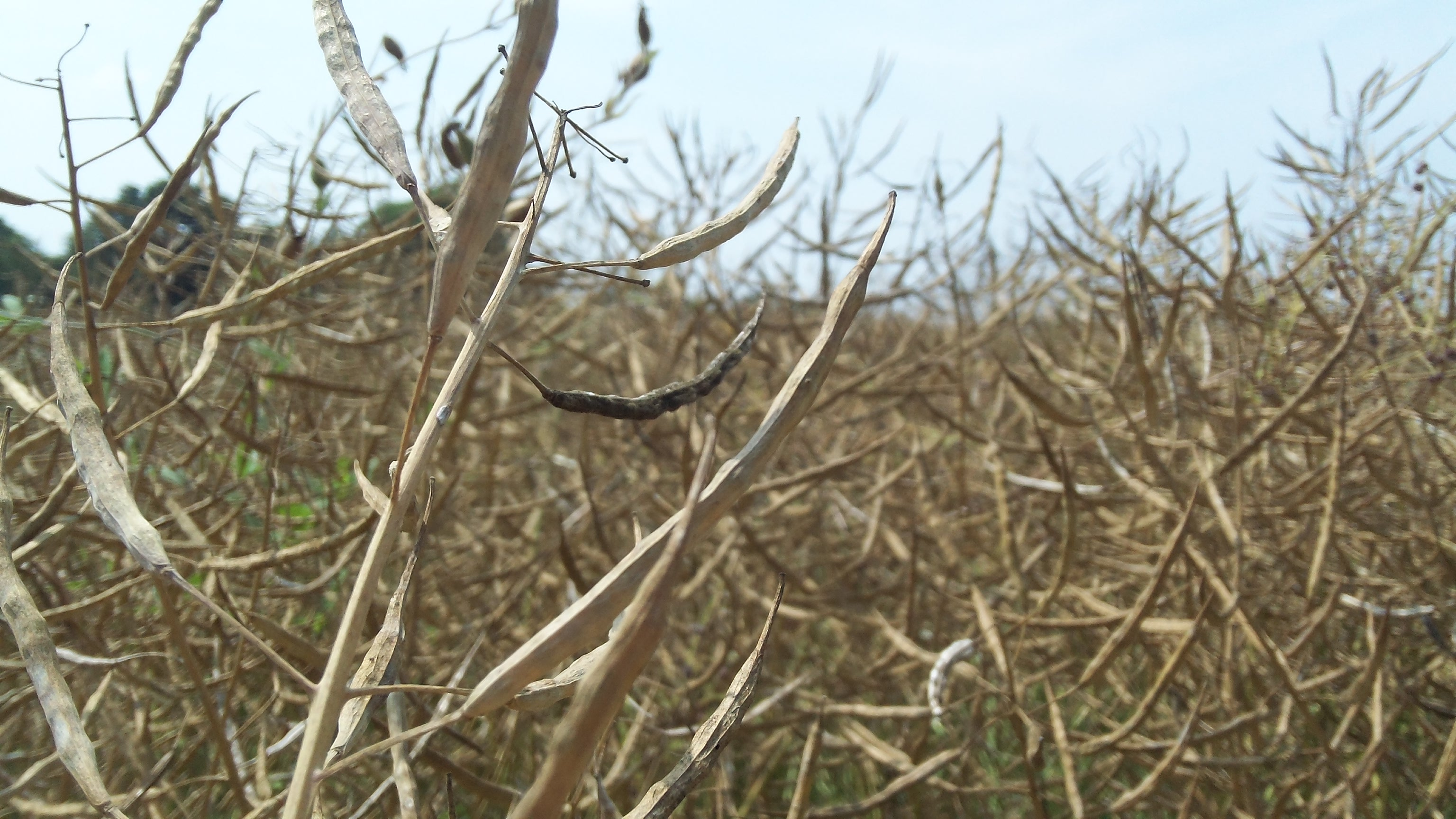
Plantes de colza prêtes à être moissonnées dans le Morbihan (France).

La graine est récoltée à la moissonneuse-batteuse, stockée et plus tard pressée pour la production d'huile. En France, cette activité de trituration concerne 4,2 millions de tonnes en 2009, dans d'immenses usines comme celle de Grand-Couronne près de Rouen, et celle de Sète. Les huiles brutes sont ensuite raffinées pour être utilisées en alimentation humaine ou dans l'industrie. L'huile de colza raffinée est une huile alimentaire.
En France, à cause de l'essor des biocarburants, et en particulier du biodiesel, la plus grande partie de la production d'huile de colza y est destinée (entre 65 % et 85 % selon les sources). Au niveau de l'Union européenne, 63 % de l'huile va à l'industrie des biocarburants.

### Alimentation humaine
L'huile de colza naturelle contient, parmi ses acides gras, de l'acide érucique, dont la toxicité a été démontrée dans les années 1960, pour les rats et porcelets. Par sélection génétique, des variétés à faible teneur en acide érucique, dites « 0 » (zéro), ont été sélectionnées à la fin des années 1960. Ce sont les seules admises pour la consommation humaine. Par la suite, on a aussi souhaité éliminer les glucosinolates, composés présents dans le tourteau mais ayant des effets adverses en alimentation animale. On a donc sélectionné des variétés dites « 00 », ou double zéro, qui ont une teneur en acide érucique inférieure à 2 % de la fraction lipidique et une teneur en glucosinolates inférieure à 20 micromoles par gramme. L'appellation canola correspond à des graines de crucifères sélectionnées au Canada et répondant à un cahier des charges similaire (un peu plus strict sur la teneur en glucosinolates). Les espèces susceptibles de recevoir cette dénomination sont le colza, la navette (Brassica campestris) et la moutarde orientale (Brassica juncea).
| Composé                 | Famille d'acide gras | % du total |
| ----------------------- | -------------------- | ---------- |
| Acide oléique           | ω-9                  | 61 %       |
| Acide linoléique        | ω-6                  | 21 %       |
| Acide alpha-linolénique | ω-3                  | 11 %9 %    |
| Acides gras saturés     |                      | 7 %        |
| Acide palmitique        |                      | 4 %        |
| Acide stéarique         |                      | 2 %        |
| Acides gras trans       |                      | 0,4 %      |

L'huile de colza contient de l'acide oléique (60 %), de l'acide linoléique (22 %), et de l'acide linolénique (9 %). C'est une source naturelle très importante d'acides gras insaturés de la famille des oméga-3. En Europe, c'est l'huile végétale alimentaire la plus consommée, devant l'huile de tournesol et celle de soja. Cette huile peut être utilisée aussi bien en assaisonnement qu'en cuisson, mais historiquement elle n'était pas recommandée pour la friture. Elle peut être utilisée pour une cuisson normale, sans la faire fumer (comme toutes les huiles). Une légère odeur de poisson peut être perçue lorsque cette huile est chauffée, mais en dehors du désagrément que cela peut causer, il n'y a aucun impact pour la santé.
Certaines variétés de colza ont été sélectionnées pour augmenter le taux d'acide oléique (colza haut-oléique, aussi appelé colza oméga-9, qui atteint 74 % d'acide oléique, voire 80 %), particulièrement utilisé en friture, surtout en Amérique du Nord où l'huile de canola (colza) est largement consommée en alimentation humaine. Parallèlement à l'augmentation d'acide oléique, le taux d'ALA (acide linolénique) a été abaissé. L'utilisation de l'huile de canola (colza) haut oléique a progressé car cette huile ne contient pas d'acides gras trans et reste stable à la friture,. Il existe également des variétés de colza technique à forte teneur en acide érucique, dont l'huile est utilisée par l'industrie chimique. 
L'huile de colza entre dans la composition de la margarine. La consommation d'huile de colza ou de margarine de colza, pourrait réduire de 70 % le risque de maladies coronariennes. Aux États-Unis, une allégation concernant la réduction des maladies cardio-vasculaires a été approuvée par la FDA en 2006.
Elle pourrait prévenir le cancer du sein et pourrait avoir un effet sur certaines pathologies de la peau et du cerveau[réf. nécessaire].
Les développements récents de la sélection variétale au Canada, premier producteur mondial, vont vers une accentuation du caractère oléique en diminuant encore la proportion d'acides gras saturés vers 4,5 % (au lieu de 7.5%). Une autre voie de sélection est la production de certains oméga-3, DHA et EPA (en plus de l'ALA - acide linolénique - déjà présent) par transfert de gènes de microalgues, l'augmentation de la teneur en ALA, ou encore la diminution de la teneur en fibres du tourteau pour rapprocher la composition et les usages du tourteau de ceux du tourteau de soja. Acide alpha-linolénique (ALA) / qui est un acide gras oméga-3 essentiel. Protège contre les crises cardiaques et les accidents vasculaires cérébraux en aidant à réduire le mauvais cholestérol. Acide linoléique (LA).
Les feuilles de colza aussi sont comestibles, à l'instar de celles du chou vert frisé (qui appartient au même genre Brassica). Certaines variétés sont vendues comme légumes verts, principalement dans les épiceries asiatiques. On les prépare aussi dans les cuisines espagnole et portugaise.

### Alimentation animale

#### Tourteau de colza
L'extraction de l'huile fournit un coproduit, le tourteau de colza, qui est une source de protéines intéressante en alimentation animale, qui peut dans une certaine mesure concurrencer le tourteau de soja, mais dont la valeur énergétique est faible.
Ce produit est employé principalement pour l'alimentation du gros bétail, mais aussi des porcins et de la volaille (bien que moins intéressant pour celle-ci). Sa très faible teneur en glucosinolates évite en principe les troubles du métabolisme chez les bovins et les porcins.

#### Huile de colza
L'huile de colza brute est employée dans l'alimentation des porcs, volailles, vaches laitières comme correcteur énergétique et adjuvant (liant) de formulation des aliments industriels. C'est une méthode économique mais peu appréciée en alimentation diététique et en agriculture biologique.

#### Colza fourrager
De nombreuses variétés ont été sélectionnées comme colza fourrager pour être utilisées en plante entière pour l'alimentation du bétail (plante fourragère).
Le colza fourrager s'adapte à la plupart des sols et s'implante facilement. Il peut être semé du printemps à l'automne et permet d'obtenir une récolte abondante en 60 à 80 jours. Il peut donc permettre un rattrapage de production fourragère, après une sécheresse, par exemple.
C'est un fourrage de bonne qualité alimentaire  en énergie et surtout en valeur protéique, cependant sa proportion dans la ration doit être limitée à 40% en poids de matière sèche pour toutes les espèces de ruminants en raison des risques de météorisation et de la présence de glucosinolates. Il peut être pâturé, aux stades feuillus de préférence, mais le pâturage doit être rationné. Il est souvent récolté pour l'affouragement en vert ou la confection d'ensilage avant la floraison. 
Le colza fourrager est une culture économique à l'implantation et très appréciée des animaux en vert mais peu intéressante à récolter du fait de son faible taux de matière sèche. Si la production dépasse les besoins, il peut être préférable d'utiliser le solde en engrais vert.

### Plante mellifère
Les fleurs de colza produisent un nectar abondant à partir duquel les abeilles font un miel clair, très riche en glucose, qui doit être extrait assez rapidement des rayons car il a tendance à cristalliser. Ce miel est habituellement mélangé avec d'autres miels plus doux pour la consommation directe ou bien vendu pour la pâtisserie. Il est souvent commercialisé sous l'appellation « miel de printemps ».
Avec le tournesol, et bien que contesté, il participe de manière prépondérante à la production de miel en France 

### Engrais vert
Si le colza est cultivé principalement pour sa graine, il sert aussi de plante de couverture en hiver. 
Dans le système de culture classique avec labour ou travail du sol, ce type de culture est destiné à couvrir le sol et à contribuer ainsi à limiter le lessivage de l'azote. Il est ensuite enfoui, constituant alors un engrais vert.
Dans le système de culture en semis direct sous couverture végétale permanente du sol, sans travail mécanique du sol, le colza peut constituer une bonne couverture fournissant :
1. un « travail biologique » du sol par ses racines en pivot ;
2. un recyclage de l'azote (éviter le lessivage, remonter l'azote lessivé des couches que le blé par exemple n'atteint pas) ;
3. un « mulch » ou couverture végétale morte pour servir de couverture du sol destiné à la prochaine culture[39].

### Agrocarburant

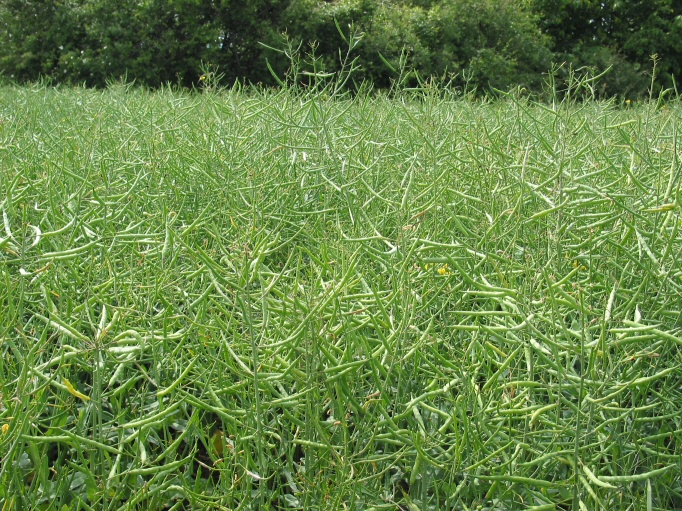
Champ de colza, plantes au stade « formation des siliques »

L'huile de colza ou Huile végétale carburant utilisée directement comme carburant a longtemps été jugée plus écologique, car il évite la transformation en ester méthylique, et améliorerait l’écobilan, bien qu’il nécessite des transformations plus ou moins importantes au niveau des moteurs diesel.
Transformée en ester méthylique, l'huile de colza donne le Diester (marque commerciale déposée), utilisé comme adjuvant du gazole pour limiter la pollution émise par ce dernier, mais le problème est que le Diester (désignant le processus chimique soumis à licence et utilisé pour produire l’ester utilisé comme carburant) est plus cher, moins économique, voire moins écologique par sa transformation que l’huile végétale carburant.
En outre, la culture intensive du colza pour la production de agrocarburants utilise de grandes quantités d’engrais azotés qui produisent en particulier, lors de leur dégradation par les micro-organismes du sol, du protoxyde d'azote ou N2O, un gaz à effet de serre 300 fois plus actif (en termes d’impact sur le réchauffement climatique global à quantité équivalente) que le CO2 et ayant un plus long cycle atmosphérique que celui-ci. Si ce gaz indésirable n’a pour l'instant pas été la source majeure du réchauffement climatique, c’est parce que son taux de détection dans l’atmosphère est resté encore faible par rapport aux taux importants (et toujours croissants) de CO2 déjà observés.
Pour éviter que le développement accéléré de la culture du colza pour la production de biocarburants ne se traduise par un bilan thermique global négatif, considérant leur usage en forte progression (en tant que substitut partiel ou total des carburants fossiles), il serait nécessaire de contrôler son mode de production en contrôlant plus strictement l’usage des engrais.
Toutefois, bien que ce problème ne concerne pas que la culture du colza, des recherches sont menées sur des engrais agricoles produisant moins de GES (et notamment moins d'oxyde d’azote dans l’atmosphère dont les émissions sont désormais comptabilisées dans les rapports d’inventaire nationaux et internationaux en « équivalent-CO2 ») aussi pour améliorer le rendement en huile végétale des cultures de colza, et utiliser une moins grande quantité d’engrais qu’actuellement.
Parmi ces recherches figure le développement d’espèces de colza OGM. La culture à grande échelle et le haut rendement en production d'agrocarburants de ce type de colza sont très controversés sur le plan écologique (par leur impact fort sur la biodiversité et par la forte concurrence que les espèces OGM exercent sur les espèces non OGM). Il faut noter que le rendement économique supérieur du colza OGM provient pour l'essentiel d'un désherbage quasi parfait, entraînant un rendement légèrement supérieur, pour un coût moins élevé que les autres produits de désherbage. Le colza OGM est parfaitement adapté à une culture en TCS qui permet moins de passages dans le champ et donc une économie d'énergie de traction.
Ainsi, de nombreux chercheurs militent pour des recherches basées sur la sélection et le développement d’espèces hybrides (le colza étant lui-même un hybride naturel) capables d’utiliser plus efficacement les engrais employés pour leur culture. C'est important pour préserver les ressources alimentaires et aquatiques désormais concurrencées par le développement très rentable des biocarburants, d’autant plus que les engrais sont eux-mêmes coûteux. Or, la croissance de leur prix du fait de l’augmentation de la demande, menace la rentabilité des productions alimentaires.
D'autres pistes sont possibles pour la production de biocarburants plus écologiques sur le plan du réchauffement climatique global, notamment la substitution des cultures de graines oléagineuses (comme le colza) par celles de plantes à tubercules, permettant l’enfouissement plus profond des engrais et limitant les émissions de gaz à effet de serre dans l’atmosphère, mais elles nécessitent des techniques agricoles plus coûteuses, voire plus gourmandes en énergie pour la préparation des sols et les récoltes, également de meilleures pratiques agricoles incluant des techniques d’irrigation et de préparation des sols diminuant l’usage d'engrais, la maîtrise de l'usage des carburants (y compris le développement de moteurs à meilleur rendement, des mesures d’économies d’énergie avec limitations de vitesse et le développement des transports en commun).
D'où l'intérêt des recherches portant sur l’enrichissement des sols par une flore associée capable de fixer plus efficacement et plus rapidement les engrais avant de les restituer ensuite aux cultures (par exemple par l'utilisation de légumineuses effectuant la fixation symbiotique de l'azote); 
Ces techniques appelées compagnonnage, permettent d’utiliser plus efficacement les engrais mais la récolte peut être plus compliquée si la culture n’est pas nettement stratifiée, ni planifiée pour permettre un rendement efficace de chaque culture. Cependant, les oléagineuses n’offrent actuellement de bons rendements que dans le cadre de monoculture, ce qui explique aussi la tentation d’utiliser massivement des herbicides et de cultiver des espèces OGM résistantes à ces produits, pour éviter toute concurrence d’autres plantes jugées indésirables ou inutiles.
Une piste intéressante est la culture conjointe du colza (ou d’autres cultures oléagineuses à bon rendement énergétique) en saison chaude et du lupin en saison froide. Ces deux plantes produisent des graines oléagineuses utilisables soit comme fourrage soit pour la préparation de biocarburant. Le lupin (une légumineuse) a l’avantage de fixer efficacement l’azote de l’air (ou dégagé par les engrais laissés en excès pour la culture du colza) et d’enrichir le sol sans recourir aux engrais. Il se développe dans de très nombreuses régions aux sols pauvres ou sablonneux. De plus, le lupin supporte bien les basses températures (ce qui le met à l’abri de ses principaux nuisibles actifs lorsque cultivé en saison chaude). Il produit des toxines aux propriétés fongicides, insecticides et herbicides intéressantes non polluantes car dégradées naturellement. Il serait intéressant d’adapter ou sélectionner un hybride ou cultivar de colza résistant aux toxines non dégradées produites par le lupin, pour maximiser le rendement conjoint des deux plantes. Même si l’utilisation du lupin reste encore délicate sur le plan alimentaire (à cause de sa concentration en alcaloïdes toxiques), il est possible de produire en saison froide du lupin destiné à l'enfouissement dans les sols, que le lupin puis le colza vont enrichir par leur lente dégradation (avec un minimum de dégagement gazeux dans l’atmosphère), favorisant ainsi les cultures estivales.

### Usages industriels
La culture du colza est employée pour la dépollution des sols (phytoremédiation), pour la captation des métaux lourds et des radionucléides.
L'huile de colza est employée dans l'industrie comme agent antimousse et comme adjuvant dans les herbicides. Des dérivés de l'huile de colza sont utilisés comme biolubrifiants, par exemple pour les tronçonneuses, les engins de chantier en forêt, les remontées mécaniques, les moteurs deux-temps de bateaux, ainsi que pour les huiles de décoffrage du béton.

## Adventices
Elles varient selon les pays et les régions ; en fonction du climat et du sol naturel, mais aussi selon les pratiques agricoles (culture avec ou sans pesticides, avec ou sans labour, avec ou sans culture intermédiaire, assolements, etc.) .
Selon l'INRA dans les 3 décennies qui ont précédé 2006, sous l'effet d'une forte sélection (et peut être aussi du réchauffement climatique), 28 % des 26 principales adventices de la flore du colza se sont renouvelés (progression d'espèces plus ubiquistes tels Senecio vulgaris, Chenopodium) et d'espèces inféodées au colza (Geranium dissectum, Lapsana communis) au détriment de la biodiversité.
Quelques espèces sont indicatrices des cultures contemporaines de soja, pour la France, à titre d’exemple il s’agit selon l'INRA de (avec leur famille, entre parenthèses) : 
- Geranium dissectum (Geraniaceae ) ;
- Capsella bursa-pastoris (Brassicaceae ) ;
- Myosotis arvensis (Boraginaceae ) ;
- Lolium (plusieurs sous-espèces) (Poaceae ) ;
- Raphanus raphanistrum (Brassicaceae ) ;
- Bromus sterilis (Poaceae ) ;
- Lapsana communis (Asteraceae ) ;
- Valerianella  ssp ( Valerianaceae ) ;
- Calepina irregularis (Brassicaceae ) ;
- Geranium rotundifolium (Geraniaceae ) ;
- Barbarea intermedia (Brassicaceae ) ;
- Scandix pecten-venris (Apiaceae ) ;
- Carex hirta (Cyperaceae) ;
- Thlaspi arvense (Brassicaceae) ;
- Anchusa arvensis (Boraginaceae) ;
- Geranium molle (Geraniaceae) ;
- Reseda luteola (Resedaceae).

De même pour les repousses de cultures, trouvera-t-on 3 espèces typiques : 
- Hordeum vulgare (Poaceae) ; *Triticum ssp ( Poaceae) et Triticale (Poaceae).

## Lien avec le calendrier
Le 27e jour du mois de thermidor du calendrier républicain / révolutionnaire français est dénommé « jour du colza », généralement chaque 14 août du calendrier grégorien.